# لوح إسمنتي

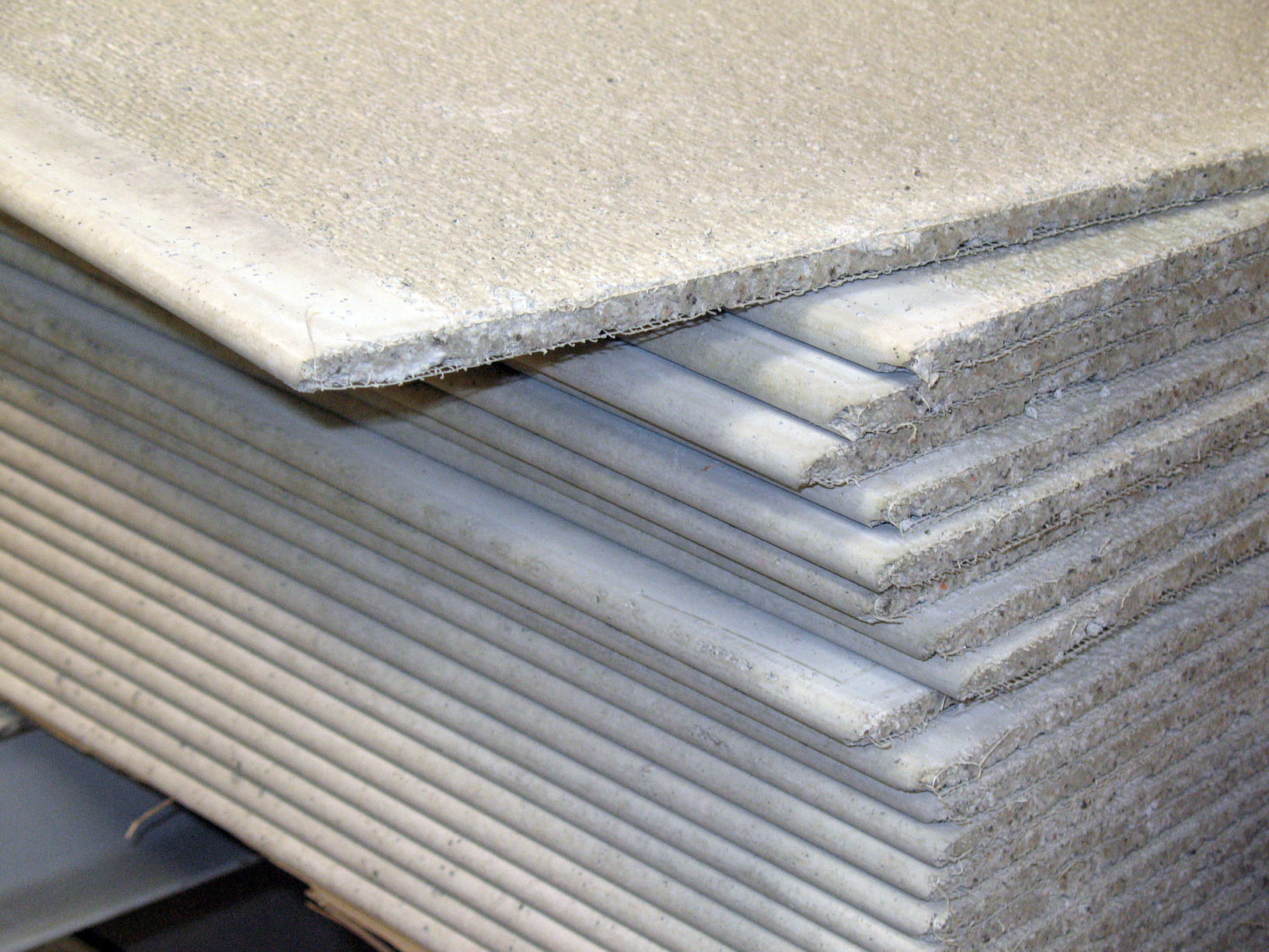
لوح اسمنتي ذو أبعاد 91x152 سم وبسماكة 7.9 ملم، يُستخدم كدعامة لبلاط الأرضية.

اللوح الإسمنتي (بالإنجليزية: Cement board) هو مركب إنشائي من الإسمنت وألياف النسيج المسلحة مشكّلا لوحا ذو أبعاد 3x5 أقدام - أي 91x152 سم (أو 4x8 أقدام)، وبسماكة 1/4 إلى 1/2 إنش بالعادة بحيث يُستخدم كلوح دعم البلاط. هذا اللوح قابل لدق المسامير أو ربط البراغي مع التعشيقات الخشبية أو المعدنية لعمل ركيزة للبلاط الرأسي أو التعليق الأفقي للإخشاب الرقائقية لبلاط الأرضيات.
ويمكن إستخدامه على السطح الخارجي لجدران المباني كأساس للقصارة (stucco)، وفي بعض الأحيان كنظام تشطيب بذاته. وتقوم هذه الألواح بدعم مقاومة وقوة سطح الجدران بالمقارنة مع ألواح الجص المقاومة للمياه. يُصنع اللوح بصفائح رقيقة من الإسمنت والبوليمر للسماح بانحناء الأسطح المنحنية.